# Gmunden
Gmunden es una localidad y municipio austriaco situado en la parte centro-oeste del distrito de Gmunden, en el estado de Alta Austria. Limita con los municipios de Altmünster, Pinsdorf, Ohlsdorf, Gschwandt, Sankt Konrad, Scharnstein, Grünau im Almtal, Ebensee y Traunkirchen.